# Дрентельн, Юлий Максимович
Юлий Максимович фон Дрентельн (15 (27) августа 1814, или 15 (27) августа 1815 — 17 (29) октября 1880, Рига) — генерал-майор артиллерии Российской императорской армии, участник Кавказской войны.

## Биография

### Происхождение
Из дворян Лифляндской губернии. Представитель младшей ветви остзейского купеческого и бюргерского, затем дворянского рода Дрентельнов, состоявших на русской военной службе с XVIII века. Старший сын лифляндского дворянина Максима Ивановича фон Дрентельна (1774—1828), подполковника 18-й артиллерийской бригады 7-й артиллерийской дивизии, умершего от болезни во время русско-турецкой войны 1828—1829 годов; видного масона и члена тайных обществ в Малороссии, прикосновенного к следствию по делам декабристов. Мать — урождённая девица Генриетта Доротея Каролина фон Будденброк (1785—1838); с 8 (20) июня 1805 вышла замуж, в Риге, за штабс-капитана М. И. фон Дрентельна.
Предки Дрентельна оказались на русской службе по результатам Северной войны. Его прадед — Франц Хенрик фон Дрентельн (не позднее 1687—1735), во время Северной войны начал службу унтер-офицером Нарвского гарнизона. Вместе с отцом — Хенриком Йоханом фон Дрентелем (1659—1704) он защищал Нарву (май — август 1704) от осады и штурма армии Петра I. В тех боях его отец погиб, Франц и его семья (мать, братья и сестры) были взяты в плен. Семью отправили в сибирскую ссылку, а Франца определили на русскую службу пажом светлейшего князя А. Д. Меншикова. Позднее Франц сумел бежать и вскоре вернулся на службу в шведской армии. С июля 1707 года — сержант, а с мая 1709 — полковой адъютант Эльбингского пехотного полка. В этой должности участвовал в обороне крепости Эльбинг (ноябрь 1709 — январь 1710) от армии Петра I. Ещё в ноябре 1709 царь Пётр I, узнавший о том, что беглый паж обретается в гарнизоне Эльбинга, распорядился, чтобы генерал-майор барон Ф. Г. фон Ностиц, при взятии Эльбинга арестовал Францышку Дрентеля «который жил у... Меншикова и ушел» от него. В письме от 13 (24) февраля 1710 о взятии Эльбинга Ностиц сообщил, что среди пленных шведов находится паж Ф. Дрентельн, в мае 1710 его под караулом отправили в С.-Петербург. После допросов и пыток за первый побег отправлен в ссылку в Тобольск к семье, где и находился до окончания Северной войны. Во время ссылки служил вольноопределяющимся солдатом, по хозяйственной части, иррегулярных полков Тобольского гарнизона. После заключения Ништадского мирного договора с семьей вернулся в Швецию. Не получив назначения в шведской армии, 6.02.1724 он получил разрешение на выезд за границу и вернулся в С.-Петербург, где поступил на службу в русскую армию. Однако из его патента на чин следует, что в 1723 он уже был в С.-Петербурге, где принёс присягу, и с 18 (29) декабря 1723 из капитанов шведской службы произведён в капитаны Ингерманландского пехотного полка, получив назначение на должность ротного командира. К тому времени был женат на девице Христине Маргарите Хелене фон Люнау; в 1729 или в 1730 в семье родился сын — Рейнгольд Йохан (Роман Иванович) фон Дрентельн (1729/1730-25.11.1785). По-прежнему будучи капитаном и ротным командиром, Франц Дрентель высказал «неосторожные слова» по поводу присяги, приносимой в декабре 1731 новой императрице Анне Иоанновне. Вместе с другими офицерами Ингерманландского пехотного полка в 1732 арестован по доносу Тайной канцелярией, приговорен к позорному наказанию (шесть раз прогнать через строй солдат) и ссылке в Сибирь за то, что называл русских людей «подложными слугами». Был ли Ф. Дрентель снова отправлен в Сибирь, или нет, не известно. По-видимому, был прощён. В марте 1733 у него родилась дочь — Христина Элизабета. Погиб в кампании в Польше (1735) во время Войны за польское наследство 1733—1735 гг., которую в родословной Дрентельна необоснованно именуют русско-турецкой войной 1735—1739 гг., либо умер в Риге во время той же кампании.
На протяжении XVIII в. род Дрентельна владел имением Лисден, позднее находившимся в Буртниекском Вознесенском приходе Рижского уезда Лифляндской губернии. Последней владелицей этого имения из потомков Франца Дрентеля была, по-видимому, генеральша Анна фон Штрик, урождённая баронесса Унгерн-Штернберг. По закладной крепости, совершенной 16 (28) декабря 1839, она продала Лисден молодому барону Филиберту Энгельбрехту фон Лаудону.
Ю. М. фон Дрентельн был старшим сыном из семи детей (два сына и пять дочерей) в семье подполковника М. И. фон Дрентельна, с 1806 по 1823 год состоявшего в отставке, и с 22 февраля (6 марта) 1809 возведённого в дворянство Лифляндской губернии, с одновременным лишением дворянства шведского, жалованного его предку в 1691 году. Из кадет Артиллерийского и инженерного шляхетного корпуса М. И. фон Дрентельн в 1791 выпущен штык-юнкером полевой артиллерии; служил прапорщиком во 2-м бомбардирском полку, в 1796—1797 гг. — в Риге, поручиком Осадного артиллерийского батальона генерала от артиллерии К. И. фон Вульфа; с 22.10.1800 из поручиков 2-го артиллерийского полка, по прошению, уволен в отставку, за болезнью, с пожалованием чина штабс-капитана; с 20.08.1801 вновь определён в службу, поручиком 4-го арт. батальона 2-го арт. полка, со старшинством против сверстников; с 23.06.1803 произведён штабс-капитаном и назначен командующим батарейной ротой своего имени 2-го арт. полка; при расформировании артиллерийских полков и учреждении вместо них бригад, с 23.08.1806 переведён командующим батарейной ротой 7-й арт. бригады; с 3 декабря 1806, за болезнью, вновь вышел в отставку, с пожалованием чина капитана и с мундиром. В отставке, с 1818 по 1822 год, состоял членом-основателем, наместным мастером и 1-м надзирателем масонской ложи «Соединенных славян», работавшей в Киеве, связанной с так называемым Киевским тайным обществом и Союзом тамплиеров Волыни; посещал «магнетические» сеансы и после запрета масонства в России. В ложе были начаты контакты русских членов тайных обществ с Польским патриотическим обществом; входили в ложу и члены Этерии, и будущие участники кружка «Нежинских вольнодумцев». Ложа входила в союз Директоральной Ложи Астрея под № 17 и насчитывала 154 члена, а М. И. фон Дрентельн был её представителем в Директоральной ложе Астрея в 1820—1821 гг. Из отставки с 10 (22) марта 1823 вновь определяется в службу, по артиллерии, прежним чином штабс-капитана, 18-й арт. бригады; с 1 июля 1826 производится капитаном той же бригады; с 20 августа 1828 производится, за отличие, оказанное при осаде крепости Браилова (апрель-июнь 1828) во время русско-турецкой войны 1828—1829 гг., в подполковники той же бригады; в сентябре 1828 умер в госпитале Измаила и 9 ноября исключен из списков.
Старший на полтора года брат подполковника М. И. фон Дрентельна — действительный статский советник Роман (Рейнгольд) Иванович Дрентельн (11.01.1773-16.07.1836), лифляндский помещик, воспитанник Артиллерийского и инженерного шляхетского корпуса (1789), участник русско-шведской войны 1788—1790 гг., прапорщик 2-го бомбардирского полка (26.08.1793), с 1796 по 1804 год находился в отставке, в чине поручика артиллерии, жил в Риге; в 1804 он вновь определён на службу, поручиком уже Инженерного корпуса, с зачислением в Свиту Е. И. В., по квартирмейстерской части; участник коалиционных войн против Франции 1805—1807 гг.: в 1805 состоял при генерал-квартирмейстере П. К. фон Сухтелене; с 11.08.1805 назначен обер-офицером инженерного штаба Волынской армии; в 1807 состоял в инженерном штабе корпуса ген.-лейтенанта П. К. Эссена; с 12.08.1807 из поручиков Инженерного корпуса, Свиты Его Величества, по квартирмейстерской части, производится в чин инженер-капитана, и в том числе назначен заместителем командира инженерной команды в крепость Динаминде, близ Риги; от Инженерного корпуса в январе 1808 прикомандирован к действующей армии генерала от инфантерии графа Ф. Ф. Буксгевдена и отличился в русско-шведской войне 1808—1809, особенно при осаде и взятии сильно укреплённой крепости Свартхольм (март 1808), с 25.08.1808 назначен командиром её инженерной команды (комендантом) и оставался в той должности до окончания войны; за военные подвиги в тех кампаниях был награждён орденами Св. Анны 4 ст. (1.12.1807) и Св. Владимира 4 ст. с бантом (10.04.1808), а 27.11.1809 произведён в инженер-майоры Инженерного корпуса. В этом чине переведён начальником инженерно-строевой команды Вильманстрандского пехотного (гарнизонного) полка, с зачислением по армейской пехоте; майором того же полка вступил в Отечественную войну 1812 года, участник шести сражений, в том числе Бородинского, под Малоярославцем был ранен, за боевые отличия пожалован чином подполковника (21.11.1812), орденом Св. Георгия IV класса (23.12.1812) и орденом Св. Анны 2 ст. (15.02.1813); в декабре 1814 переведён подполковником 48-го егерского полка; с 25.02.1816 по 21.12.1821 — командир Одесского пехотного полка, с 30.08.1816 полковник; в декабре 1821 отставлен от военной службы, для определения к статским делам, с пожалованием чина действительного статского советника; по состоянию здоровья, числился при Герольдии, состоял «не у дел» и одновременно под военным судом, за злоупотребления в его бытность полковым командиром Одесского полка. Много лет лечился в Европе, в конце жизни ослеп и с семьей находился в «бедственном положении».

### Служба
Ю. М. фон Дрентельн воспитывался, как и отец, во 2-м кадетском корпусе в С.-Петербурге. 27 октября 1833 произведен в прапорщики полевой 1-й артиллерийской бригады. В следующем году переведён прапорщиком полевой 2-й, а в феврале 1836 — полевой 6-й арт. бригады. В ноябре производится в подпоручики той же бригады. В мае 1838 переведён подпоручиком полевой 5-й арт. бригады и 30 июня 1839 производится, на вакансию, в поручики этой бригады. В декабре 1840 переведён в 19-ю арт. бригаду.
Служил на Кавказе, с 1841 по 1847 участвовал в кампаниях Кавказской войны 1841—1842, 1845—1846 годов — с имаматом Шамиля. 14 сентября 1842 получил высочайшее благоволение за отличие в делах против горцев. 20 марта 1845 производится, за отличие по службе, в штабс-капитаны 19-й арт. бригады. В деле при р. Каракойсу (5 июля 1845), контужен ядром в левую руку ниже плеча. За тот поход, указом от 13 февраля 1846, пожалован орденом Святой Анны 3 степени с бантом, в воздаяние отличного мужества и храбрости, оказанных в делах против горцев. 29 января 1847, пожалован орденом Святого Владимира 4 степени с бантом, в воздаяние отличного мужества и храбрости, оказанных в делах против горцев, с 10 по 15 июля 1846 года, при селении Салты.
В 1847 году штабс-капитан фон Дрентельн переводится в 20-ю арт. бригаду, а затем переведён в Мингрелию, командующим крепостным Редут-Кальским (совр. — с. Кулеви, Грузия) артиллерийским гарнизоном.
С 1850 по 1856 год служит офицером 5-й артиллерийской бригады. За командование на высочайших смотрах,батарейной № 3-го батареей 5-й арт. бригады дважды (20 и 23 мая 1852) объявлено монаршее благоволение. Высочайшим приказом (ВП) 10 (22) сентября 1852 произведен в капитаны. ВП от 16 (28) февраля 1854 назначен командующим резервной легкой № 5-го батареей той бригады. В связи с формированием резервных батарей 2-й арт. дивизии, с 9 (21) августа 1854 назначен командующим легкой № 2-го резервной батареей, 5-й арт. бригады, 2-й арт. дивизии. ВП от 29 октября (10 ноября) 1854, государь император, получив донесение об отличном во всех отношениях состоянии резервных батарей 2-й арт. дивизии, пожаловал монаршим благоволением командующего лёгкой № 2-го резервной батареей сей бригады, капитана фон Дрентельна. ВП от 6 (18) декабря 1854 производится, за отличие по службе, из капитанов — в подполковники, с оставлением в должности. В следующем году, в том чине, назначен командующим резервной лёгкой № 1-го батареей 5-й арт. бригады 2-й арт. дивизии.
С 1856 по 1867 год поочередно командовал несколькими батареями 14-й артиллерийской бригады, квартировавшей в Херсонской губернии. В это период в семье Ю. М. фон Дрентеля родились две дочери и старший сын — Владимир. 18 декабря 1857 г. пожалован кавалером ордена Святого Георгия IV класса, за 25-летнюю беспорочную выслугу в офицерских чинах. В 1858 г. пожалован кавалером ордена Святого Станислава 2 степени, в воздаяние отлично-усердной и ревностной службы. Указом от 16 февраля 1862 пожалован императорской короной к сему ордену, в воздаяние отлично-усердной и ревностной службы. 17 декабря 1863, пожалован, за отличие, в чин полковника, с оставлением в должности командира нарезной лёгкой батареи 14-й арт. бригады. В том чине и в той должности, в 1866 пожалован орденом Святой Анны 2 степени, с мечами над орденом, в воздаяние отлично-усердной и ревностной службы.
1 июня 1867 полковник Ю. М. фон Дрентельн назначен командиром полевой 2-й артиллерийской бригады Казанского военного округа. Штаб и квартира бригады — г. Казань. 29 января 1868, в воздаяние отлично-усердной и ревностной службы, пожалован императорской короной к ордену Святой Анны 2 степени; в 1870 — кавалером ордена Святого Владимира 3 степени; в 1874 — награждён знаком отличия «Беспорочная служба XL». ВП от 30 августа 1875, производится, за отличие по службе, из полковников в генерал-майоры, с оставлением в той же должности. Во время командования фон Дрентельном 2-й арт. бригадой в ней были дополнительно сформированы 4-я батарея (10.08.1870; с 13.02.1873 названа 5-й батареей) и 6-я батарея (5.08.1873). В период казанской службы в семье Дрентельна родились два младших сына — Александр и Константин.
17 июля 1876 ген.-майор Ю. М. фон Дрентельн назначен на должность командира 29-й артиллерийской бригады Виленского военного округа. 1 января 1879 пожалован орденом Святого Станислава 1 степени, в воздаяние отлично-усердной и ревностной службы.
Умер, состоя в той же должности, в г. Рига 17 октября 1880. ВП от 11 (23) ноября 1880 исключен из списков умершим.
Служебная карьера ген.-майора Ю. М. фон Дрентельна, на фоне военной, жандармской и государственной службы его более молодого двоюродного брата — А. Р. Дрентельна, генерала от инфантерии, генерал-адъютанта Свиты Е. И. В. и члена Государственного Совета, выглядит не совсем состоявшейся. Однако, она довольно типична для чинов армейской полевой артиллерии, не служивших в гвардии и не имевших отличий за участие в знаковых военных кампаниях. Тем не менее, Ю. М. фон Дрентельн выслужил не только георгиевское пожалование, но и высшую степень ордена Святого Станислава. В кратком некрологе ему дана следующая характеристика: «Честный и исполнительный служака, добрый и справедливый начальник, радушный и гостеприимный хозяин, он своею мягкостью и беспристрастным отношением всегда умел привлечь к себе любовь и уважение своих подчиненных»
Генерал от инфантерии и редактор газеты «Русский инвалид» С. П. Зыков, начинавший службу в 5-й арт. бригаде и думавший поступать в Николаевскую академию Генерального штаба, позднее вспоминал о батарейных командирах бригады: «Во время службы моей в 5-й артиллерийской бригаде я познакомился с бывшими в то время порядками в артиллерии <…> офицерский состав здесь был много лучше, общество держалось дружнее и иногда, хотя довольно редко, батарейный командир должен был считаться с единодушным голосом офицеров. Обращение с офицерами было приличнее <…> Не скажу, что я хотел бежать из того общества, среди которого жил; отнюдь нет; я в высшей степени был доволен этим обществом, радушно встретившим меня при переводе в батарею и с ласкою проводившим из него. Я с удовольствием вспоминаю фамилии Дрентельна <…> . Все они были люди честные, добрые, и, насколько можно было, облегчали, при тогдашнем суровом режиме, горькое положение солдата»

### Семья
- Жена — девица, княжна Мария Владимировна Друцкая-Соколинская (30.03.1834 -?), старшая дочь отставного штабс-капитана, князя Владимира Никитича Друцкого-Соколинского (1804, или 1806—1875), помещика Смоленской губернии, предводителя дворянства Дорогобужского уезда с 1854 по 1858 год, директора Дорогобужского уездного отделения Тюремного комитета; с 1830 был женат на девице Пелагее (Полине) Лукьяновне Боборыкиной (1806 -?), дочери тайного советника Л. И. Боборыкина[19].
- Дочь — Ольга Юльевна фон Дрентельн (3.08.1856 -?)[1]. Судьба не известна.
- Сын — Владимир Юльевич фон Дрентельн (02.10.1858 - 01.12.1911, С.-Петербург), подполковник Российской императорской армии, путешественник, военный советник в Южной Америке.
- Дочь — Наталия Юльевна фон Дрентельн (6.09.1860 -?)[20]. Судьба не известна.
- Сын — Александр Юльевич фон Дрентельн (23.09.1869 — 17.05.1911, С.-Петербург)[3], полковник лейб-гвардии Измайловского полка и кавалер, начальник полковой хозяйственной части. Участник Русско-японской войны 1904—1905 гг. Был женат дважды. С 24.04.1894 — на девице Елене Эдуардовне Лерхе (во втором браке — Клембовская[21]), дочери заведующего статистической частью и совещательного члена Технического комитета Главного интендантского управления, действительного статского советника (30.08.1889) Эдуарда Фёдоровича Лерхе (28.09.1831-12.03.1895); от первого брака сын — Александр Александрович фон Дрентельн (4.04.1898-?), и, по-видимому, дочь — Наталья Александровна фон Дрентельн, в замужестве Менде, воспитанница Петроградского Елизаветинского института, в 1940-х жила и работала секретарем газетных редакций в Китае (Шанхае). Вторым браком, с 14.10.1909 — на девице княжне Ольге Яковлевне Шаховской (23.01.1879 — после 1922, в эмиграции[22]), фрейлине Высочайшего двора, дочери князя Якова Ивановича Шаховского (1.06.1846-23.09.1899), контр-адмирала Свиты Е. И. В. и командира Гвардейского экипажа. От второго брака дочь — Ольга Александровна фон Дрентельн (22.09.1910-?).
- Сын — Константин Юльевич фон Дрентельн (30.07.1871-15.12.1906, Пятигорск)[23], капитан Кавказской резервной артиллерийской бригады. С 1897 женат на девице Вере Аркадьевне Лысенко (7.02.1876-?), дочери полковника Отдельного корпуса жандармов, начальника Рижско-Динабургского отделения[24] С.-Петербургско-Варшавского жандармского полицейского управления железных дорог Аркадия Яковлевича Лысенко (1833—1897). Брак бездетен.